# Als die Rothäute ritten
Als die Rothäute ritten (Originaltitel: When the Redskins Rode)  ist ein US-amerikanischer Western aus dem Jahr 1951 von Lew Landers mit Jon Hall in der Hauptrolle. Der Film wurde von Kay Pictures produziert.

## Handlung
Nach jahrelangen Kämpfen leben die Delawaren 1753 in Frieden mit den Weißen. Prinz Hannoc, Sohn des Häuptlings Shingiss, lernt in Williamsburg die Halbindianerin Elizabeth Leeds kennen, die erfolglos versucht, ihn zu verführen. Sie ist die Freundin des Importeurs John Delmont, der insgeheim für die Franzosen spioniert.
Als Krieger der mit den Franzosen verbündeten Miamis weiße Siedler überfallen und töten, erkennen Colonel George Washington von der Virginia-Miliz und sein Scout Christopher Gist, dass die Franzosen entlang des Ohio Rivers auf britischem Gebiet Forts anlegen, um Kanada mit ihren südlichen Besitzungen zu verbinden. Washington glaubt, die einzige Hoffnung der Siedler seien die neutralen, aber kampfstarken Delawaren. Sollten die Delawaren auf britischer Seite eingreifen, würden andere Stämme folgen. Er warnt Hannoc vor den Franzosen, die ansonsten auch das Land seines Stammes vereinnahmen würden.
Am Abend wird Hannoc von Appleby, mit dem er zuvor schon aneinandergeraten ist, und zwei weiteren Männern angegriffen. Elizabeth kann den Kampf stoppen und sich um Hannocs Wunden kümmern. Dabei erzählt Hannoc ihr, dass Washington am nächsten Tag mit 40 Mann Häuptling Shingiss aufsuchen wird. Das Gespräch wird, wie geplant, von Delmont belauscht. Auf dem Weg werden die Briten, die von Hannoc begleitet werden, von als Indianer verkleideten Franzosen angegriffen. Im Lager der Delawaren muss Shingiss erkennen, dass Hannoc nicht seine Jugendliebe Morna heiraten will. Verbittert darüber, dass er seinen Sohn offensichtlich an eine Weiße verloren hat, verweigert er einen Vertrag mit den Briten.
Washington reitet zum französischen Fort Le Boeuf, um dem Kommandanten St. Pierre eine Protestnote zu überreichen. St. Pierre weiß nicht, dass der Vertrag zwischen Briten und Delawaren nicht zu Stande gekommen ist. Er will Washington festsetzen und in der Zwischenzeit die Delawaren von den verbündeten Wyandots angreifen lassen. Als Washington nicht zurückkehrt, dringen Hannoc und Gist ins Fort ein, befreien den Colonel, erbeuten Gewehre und sprengen bei ihrer Flucht das Munitionslager. Als die Franzosen das Land der Delawaren beanspruchen, kämpfen Briten und Delawaren gemeinsam und besiegen ihre Feinde. Shingiss sieht ein, dass die Delawaren alleine untergehen würden. Er reist mit den Briten nach Williamsburg. Der Häuptling ist beeindruckt von Washingtons Plänen, einen eigenen Staat aufzubauen, in dem jeder frei und friedlich leben kann.
Zwei Monate vergehen, in denen man auf die königliche Unterschrift unter dem Vertrag wartet. Gouverneur Dinwiddie erhält die Nachricht, dass die Odawa die Allianz zwischen Franzosen und Wyandot verstärken und das neu erbaute Fort Necessity bedrohen. Da der Feind fast sechs Mal mehr Kämpfer hat, bittet Dinwiddie Shingiss um Beistand, was dieser jedoch verweigert. Am Abend fällt Shingiss einem Attentat zum Opfer. Hannoc kann einen der Attentäter töten und den anderen festnehmen, der gesteht, Delmonts Befehle auszuführen. Morna folgt einem dritten Attentäter bis zu einem Saloon. Hannoc folgt den Zeichen, die sie hinterlassen hat. Er klettert an dem Gebäude hoch und sieht durch ein Fenster Elizabeth, die Delmont küsst. Der Spion erklärt ihr, dass er St. Pierre vom Tod des Häuptlings unterrichten muss. Hannoc und Morna dringen ins Zimmer ein und nehmen die beiden gefangen.
In der Zwischenzeit beginnen die Franzosen mit dem Beschuss Fort Necessitys. Washington beklagt die zögerliche Haltung der britischen Regierung. Hannoc greift mit den Delawaren an und zwingt die Franzosen und ihre Verbündeten zum Rückzug. Hannov verspricht Morna, nach dem Ende des Krieges zu ihr zurückzukommen. Als die beiden sich küssen, bemerkt Gist, dass die Indianer  zumindest etwas von den Weißen gelernt haben.

## Hintergrund
Gedreht wurde der Film vom 8. bis zum 18. August 1950.
In kleinen nicht im Abspann erwähnten Nebenrollen traten Gregory Gaye als Kommandant St. Pierre und Harold Miller auf.
Für Pedro de Cordoba war es die letzte Filmrolle. Er verstarb kurz nach Abschluss der Dreharbeiten.

## Synchronisation
Die deutsche Synchronfassung entstand 1994.
| Rolle              | Schauspieler     | Deutscher Synchronsprecher |
| ------------------ | ---------------- | -------------------------- |
| Prinz Hannoc       | Jon Hall         | Andreas Rüdiger            |
| Elizabeth Leeds    | Mary Castle      | Ulrike Mai                 |
| George Washington  | James Seay       | Frank-Otto Schenk          |
| Christopher Gist   | John Ridgely     | Gerald Paradies            |
| Morna              | Sherry Moreland  | Juana-Maria von Jascheroff |
| Häuptling Shingiss | Pedro de Cordoba | Friedrich Schoenfelder     |
| John Delmont       | John Dehner      | Jan Spitzer                |
| Gouv. Dinwiddie    | Lewis L. Russell | Helmut Müller-Lankow       |
| Appleby            | William Bakewell | Walter Alich               |
| St. Pierre         | Gregory Gaye     | Joachim Pukaß              |
| Davey              | Milton Kibbee    | Franz Viehmann             |
| Znueau             | Rusty Wescoatt   | Lothar Blumhagen           |

Die Einleitung wurde in der deutschen Fassung von Franz Viehmann gesprochen.

## Veröffentlichung
Die Premiere des Films fand am 30. Mai 1951 statt. In der Bundesrepublik Deutschland kam er am 11. Juli 1952 in die Kinos, in Österreich im August 1953. Als DVD trägt er auch den Titel 1754.

## Kritiken
Das Lexikon des internationalen Films schrieb: „Ein unorigineller Western mit einigen Härten.“
Die Filmzeitschrift Cinema befand: „Lew Landers inszenierte seinen lahmen Westernaufguß nach bekannten Mustern. Fazit: Lahmer Standardwestern ohne zündende Idee.“